# Carretera Federal 44
La Carretera Federal 44, es una carretera Mexicana que recorre los estados de Zacatecas, Jalisco, Durango y Nayarit, inicia en Fresnillo Zacatecas y termina en Ruíz Nayarit, tiene una longitud total de 437 km.
Las carreteras federales de México se designan con números impares para rutas norte-sur y con números pares para las rutas este-oeste. Las designaciones numéricas ascienden hacia el sur de México para las rutas norte-sur y ascienden hacia el Este para las rutas este-oeste. Por lo tanto, la carretera federal 44, debido a su trayectoria de este-oeste, tiene la designación de número par, y por estar ubicada en el Centro de México le corresponde la designación N° 44.

## Trayectoria

### Zacatecas
Longitud = 213 km
- Fresnillo – Carretera Federal 23
- Los Hernández
- Valparaíso (Zacatecas)
- Uriangato

### Jalisco
Longitud = 18 km
- Huejuquilla el Alto

### Durango
Longitud = 20 km
- Canoas

### Nayarit
Longitud = 186 km
- Jesús María – Carretera Federal 23
- Ruíz – Carretera Federal 15